# حشره‌خوار گوش‌کوچک مکزیکی بزرگ
 حشره‌خوار گوش‌کوچک مکزیکی بزرگ (نام علمی: Cryptotis magna) نام یک گونه از سرده حشره‌خوار گوش‌کوچک است.